# Torre Alháquime
Torre Alháquime là một đô thị trong tỉnh Cádiz, Tây Ban Nha. Theo điều tra dân số 2005 đô thị này có dân số là 877 người.

## Dân số
| 1999 | 2000 | 2001 | 2002 | 2003 | 2004 | 2005 |
| ---- | ---- | ---- | ---- | ---- | ---- | ---- |
| 959  | 931  | 924  | 912  | 890  | 883  | 877  |

Source: INE (Spain)